# Johanne Wolff
Johanne Wolff (* 4. Dezember 1927 in Bremen; † 7. Oktober 2003 ebenda) war eine Richterin, Politikerin (CDU) und Mitglied der Bremischen Bürgerschaft.

## Biografie
Wolff stammte aus der bekannten Bremer Familie Noltenius. Sie studierte Rechtswissenschaften u. a. an der Verwaltungshochschule Speyer und promovierte zum Dr. jur. Bis 1962 war sie als Gerichtsassessorin in Bremen, dann als Rechtsanwältin, ab 1971 wieder als Assessorin und ab 1972 als Richterin am Landgericht Bremen tätig.
Sie war verheiratet und hatte Kinder.
Sie war Mitglied der CDU und gehörte um 1966 dem CDU-Kreisvorstand Bremen an. 1964 und 1968 kandidierte Wolff erfolglos auf Platz 5 der CDU-Landesliste zur Wahl zum Deutschen Bundestag.
Von 1967 bis 1971 war sie Mitglied der 7. Bremischen Bürgerschaft und Mitglied verschiedener Deputationen u. a. für Inneres sowie im Ausschuss für das bremische Fachhochschulgesetz. Sie verzichtete im April 1971 aus beruflichen Gründen auf ihr Mandat; zudem wurde sie auch nicht aussichtsreich wieder nominiert.

Ihr besonderer Einsatz galt der politischen Vorbereitung zur Gründung der Universität Bremen.